# Alexander Pawlowitsch Lobanow
Alexander Pawlowitsch Lobanow (russisch Александр Павлович Лобанов; * 30. August 1924 in Mologa, Sowjetunion; † April 2003 in Afonino, Russland) war ein russischer Künstler der Outsiderart und bekannt für seine detaillierten Selbstporträts, die sich durch die genaue Darstellung von Waffen aller Art und die starke Betonung der Natur auszeichnen.

## Frühe Jahre
Lobanow erkrankte im Alter von fünf Jahren an Meningitis, woher seine Taubheit und eine Sprachstörung stammten. Im Jahr 1937 wurde seine Familie umgesiedelt, weil der Rybinsker Stausee gebaut wurde und die Stadt Mologa überflutet wurde. Dadurch bedingt musste er auch den Besuch einer Schule für Taubstumme aufgeben. Er war ein rebellisches und aggressives Kind, das den Zugang zu Betreuung und Therapie verloren hatte. Er wurde immer unberechenbarer, und so brachte ihn seine Familie im Jahr 1945 in eine Psychiatrische Klinik im nahe gelegenen Jaroslawl. Während der ersten Jahre seines Krankenhausaufenthaltes blieben seine Gewalt und Aggression erhalten, bevor er später verschlossener und einzelgängerisch wurde.

## Künstlerisches Schaffen
Seiner Entwicklung entsprechend wurde Lobanow im Jahr 1953 in ein weniger streng geführtes Krankenhaus verlegt. Hier brachte er sich das Malen und Zeichnen bei und produzierte in nahezu fünfzig Jahren hunderte von Gemälden mit einer beschränkten Vielfalt von Stil und Inhalt. Seine Malwerkzeuge blieben über die Jahre gleich bleibend Bleistift, Buntstifte, Filzstifte und Tinte. Sein bevorzugtes Motiv waren detaillierte Selbstporträts, häufig mit Bezügen zur russischen Revolution von 1917. Auf fast allen Gemälden stellte er sich Gewehre, Maschinengewehre, Schwerter oder andere Waffen tragend dar oder war von ihnen umgeben. Ebenfalls häufig sind Bilder, die Lobanow – von anderen Jägern, Jagdhunden und dem gejagten Wild umgeben – zeigen. Bemerkenswert sind die Bilder mit deutlichen Bezügen zu den Krankenhäusern und dem Krankenhauspersonal, einschließlich eines Selbstporträts als Jungen, der einen männlichen Pfleger mit einem Revolver erschießt, sowie einem Gemälde, welches das Krankenhaus, von Gewehren gestützt, zeigt. In den 1970er Jahren entwickelte Lobanow Interesse an der Fotografie, wobei sich die Motive ähnelten. Mit selbst gebauter Ausrüstung und Pappgewehren inszenierte er sich selbst, neben Ornamenten und kommunistischen Symbolen.

## Späte Jahre
Sein Werk umfasste hunderte Bilder und wurde von dem Psychiater Gawrilow zuerst in Ausstellungen an den örtlichen Universitäten und Krankenhäusern der Öffentlichkeit zugänglich gemacht. Später ermöglichte Dominique de Miscault Ausstellungen in Frankreich und internationalen Galerien. Im Jahr 2001 entstand eine kurze Dokumentation des französischen Filmemachers Bruno Decharme.
Lobanow verstarb im April 2003 in einem Krankenhaus in Afonino nahe Jaroslawl.